# Besymjanny
Besymjanny (russisch Безымянный) ist ein aktiver Schichtvulkan auf der Halbinsel Kamtschatka im Osten Russlands. Der Name des Berges bedeutet Der Namenlose. Besymjanny liegt an der südöstlichen Flanke des erloschenen Vulkans Kamen in der Kljutschewskaja-Sopka-Stratovulkangruppe (in der Literatur auch in der abweichenden Transkription Kliuchevskoi-Bezymianny-Vulkankomplex), zu der auch der Schiwelutsch gehört.
Die ganze Vulkangruppe entstand vor etwa 4700 Jahren auf vulkanischem Untergrund.

## Vulkanische Aktivität
Für die letzten 3000 Jahre sind anhand der vulkanischen Ablagerungen insgesamt drei Abschnitte größerer Aktivität nachzuweisen: nach Radiokohlenstoffdatierungen etwa in den Zeiträumen von 2700 bis 750 v. Chr., von 100 v. Chr. bis 450 n. Chr. sowie von 800 bis 1000 n. Chr.
Mit Hilfe der Tephrochronologie wurden folgende Ausbrüche datiert: 2750 ± 500 v. Chr., 1550 ± 500 v. Chr., im Jahr 700 ± 50.
Vor seiner erneuten Eruption im Jahr 1955 wurde der Vulkan nach seiner fast 1000-jährigen Ruhephase als erloschen betrachtet. Nach einer etwa vier Wochen dauernden Serie von Erdbeben brach jedoch der Vulkan am 22. Oktober 1955 erneut aus und erzeugte durch wiederholte vulkanische Explosionen aus einem neu entstandenen Gipfelkrater große Mengen vulkanischer Asche.
Am 30. März 1956 sprengte ein großer Ausbruch die Ostflanke des Vulkans und verwüstete seine Umgebung. Die Eruption des Besymjanny von 1956 ähnelte derjenigen des Mount St. Helens am 18. Mai 1980 in den Vereinigten Staaten. Am Besymjanny stürzten große Teil der Bergflanke in einer Trümmerlawine zu Tal, etwa 0,5 Kubikkilometer Material, und ebenso wie am Mount St. Helens brach der Vulkan in einer großen plinianischen Eruption seitlich aus und hinterließ einen Krater mit hufeisenförmigem Rand, der allerdings durch spätere Aktivitäten zum größten Teil wieder gefüllt wurde. Die Eruptionen der Aktivitätsperiode 1955/1956 ließen den Berg um etwa 200 Meter niedriger als vorher zurück. Die Umgebung des Vulkans wurde durch die Ablagerung von dicken Lagen vulkanischer Asche, Material aus pyroklastischen Strömen und anderen vulkanischen Sedimenten stark verändert. Menschen kamen trotz der Größe des Ausbruchs nicht zu Schaden, vor allem da das umgebende Gebiet unbewohnt ist.
Seitdem ist der Vulkan fast ständig aktiv. Weitere bedeutende Ausbrüche:
- 15. Oktober – November 1959 (Ausstoß von 27.000 Kubikmetern Asche)
- 13. – 14. April 1960 (Ausstoß von 1,2 Millionen Kubikmetern Asche)
- 25. – 26. März 1961 (Stärke: VEI 3, Ausstoß von 7 Millionen Kubikmetern Asche)
- 21. Mai – 6. Juni und 18. Oktober – 15. Dezember 1961
- 21. Oktober – 6. November 1962
- Mai – vermutlich September 1963
- 25. Juni – 20. September und 25. – 26. Dezember 1964
- 9. März 1965 – März 1970 (Stärke: VEI 3, Ausstoß von 42 Millionen Kubikmetern Lava sowie 25 Millionen Kubikmetern Asche)
- März 1971 – Dezember 1974
- Mitte der 1980er Jahre (Austritt von zwei größeren Lavaströmen)
- 1997 (Plinianische Eruption mit Bildung eines etwa 200 Meter großen Gipfelkraters. Erzeugte mit ihrer Surge einen Lahar, der in den Tälern der Flüsse Tundrowy Kljutsch und Suchaja Chapiza bis zu 30 Kilometer floss. Die Eruptionssäule erreichte eine Höhe von 14 Kilometern, ihrem Kollaps folgten bis zu fünf Kilometer weit reichende pyroklastische Ströme.)
- 2008 (Aschewolke bis in eine Höhe von 9 Kilometern)
- Dezember 2017
- Mai 2022 (Beeinträchtigungen im transpazifischen Flugverkehr)[3][4]
- 9. April 2023 (10–12 Kilometer hohe Aschensäule)[5]

## Besymjanny als Typlokalität
Der Besymjanny (englisch Bezymyannyi) gilt als Typlokalität (erster Fundort) für die Minerale Koksharovit (IMA 2012-092), Shcherbinait (IMA 1971-021) und Ziminait (IMA 2014-062).